# Bania, a pokoli futár
A Bania, a pokoli futár (hangul: 폭주배달부 반야 Phokcsubedalbu Panja (Pokjubaedalbu Banya)) egy manhvasorozat, melynek írója és rajzolója Kim Jongo (Kim Young-Oh). 

## A történet
A sorozat cselekménye egy kitalált világban játszódik, ahol a emberiség a torren nevű fajjal vívja háborúját. A Gaya Sivatagi Postahivatal munkatársai „gyorsan, precízen, megbízhatóan” jeligéjükhöz híven és pártatlanul végzik feladatukat a pusztító csaták közepette is. A sorozat címszereplője, Bania a postahivatal egyik futára, aki bármi áron célba juttatja a rábízott küldeményt, tekintet nélkül arra, hogy milyen veszéllyel is kell szembenéznie.

### A Postahivatal
A középkorhoz hasonló keleti világba repít minket a történet, ahol a sivatagon, erdőségeken keresztül, viszontagságos út vezet. Fő célja lenne mindenkinek a hétköznapi összezörrenések, vagy éppen a komolyabb háborúk elkerülése is, ezért áll rendelkezésre a Postahivatal, hogy minél gyorsabb munkájuknak köszönhetően mindenki elkerülhesse az ilyen jellegű problémákat. A futár vállalja a kockázatos utat, bármilyen veszély is leselkedjen rá. Nem számít, hogy milyen halálos csapdákat rejt a sivatag, a legfontosabb, hogy a megbízó fizessen.

### Torren
A torren, egy a már egyéb fantáziavilágokból is ismert orkokhoz hasonló faj. Erős fizikumuknak köszönhetően ellenállóak a szélsőséges sivatagi időjárással és kimerültséggel szemben. Csobortokba verődve az ismertebb utak környékén táboroznak, hogy a közelgő futárt és más arra tévedőt kifosszanak és megtámadjanak.

## Megjelenés
A történet Dél-Koreában a Haksan Publishing Booking című antológiasorozatában jelent meg fejezetenként, olyan egyéb ismert sorozatok mellett, mint például az InuYasha, a Vagabond, a Hunter × Hunter, vagy éppen a Fullmetal Alchemist. Ezután 2004 augusztusa és 2006 márciusa között 5 különálló kötetben is kiadták a sorozatot. 
Műfajában a hazai piacon a tíz legjobb között szerepelt, így a nagy koreai sikert követően a Bania Magyarországon a Fumax Kiadónál jelent meg. A magyar mellett, angol, olasz,  francia, német és orosz fordításai is vannak -  Amerikában a Dark Horse Comics,  Olaszországban a Flashbook, Franciaországban a Tokebi, Németországban a Tokyopop,  Oroszországban pedig a CG Press kiadóknál. 

## Stílusjegyek
Kim Jongo (Kim Young-Oh) stílusa letisztult, sokat fejlődött az első művéhez képest. Ebben az öt kötetben megmutatkozik, hogy más koreai illusztrátorokhoz viszonyítva mennyivel karaktercentrikusabb kidolgozásai vannak. Önmaga is megjegyezte már egy interjúban, hogy az akciójelenetek tartja elődlegesnek a kidolgozott háttérrel és környezettel szemben.